# Cmentarz parafialny w Klembowie
Cmentarz parafii św. Klemensa Papieża i Męczennika w Klembowie lub też cmentarz parafialny w Klembowie, cmentarz w Klembowie – cmentarz rzymskokatolicki znajdujący się we wsi Klembów w gminie Klembów, w powiecie wołomińskim, w województwie mazowieckim.
Powstał w XIX wieku. Jego najstarsza część ujęta jest w rejestrze zabytków i ewidencji zabytków.
Ks. Zbigniew Drzewiecki opublikował monografię pt. Cmentarz w Klembowie (Apostolicum Wydawnictwo Księży Pallotynów, Ząbki, 2001; ISBN:8370312667).

## Osoby pochowane na cmentarzu
- Tadeusz Makowski (1920–2015) – polski prawnik i polityk, poseł na Sejm PRL II, III, IV i V kadencji[3][4]

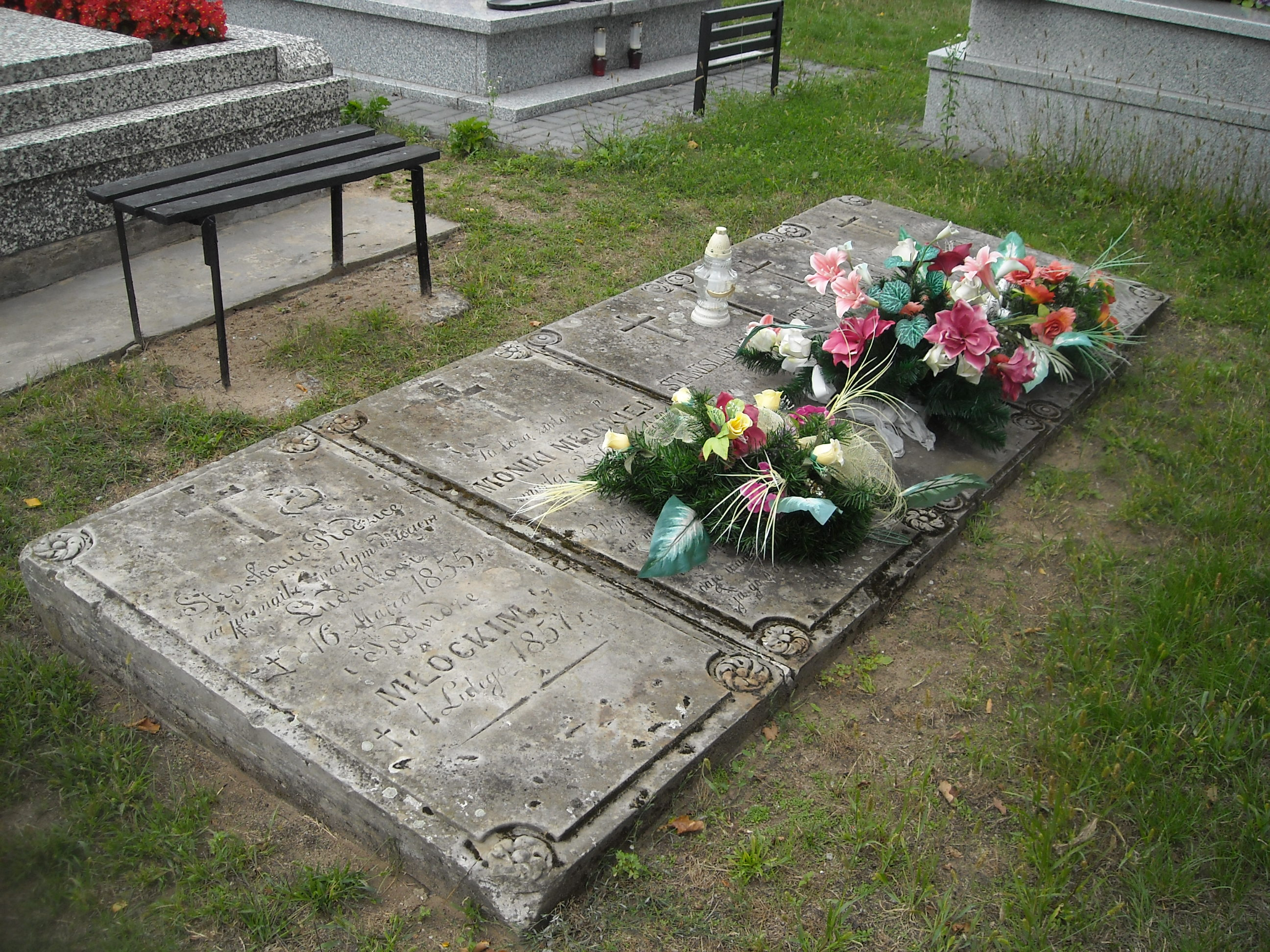
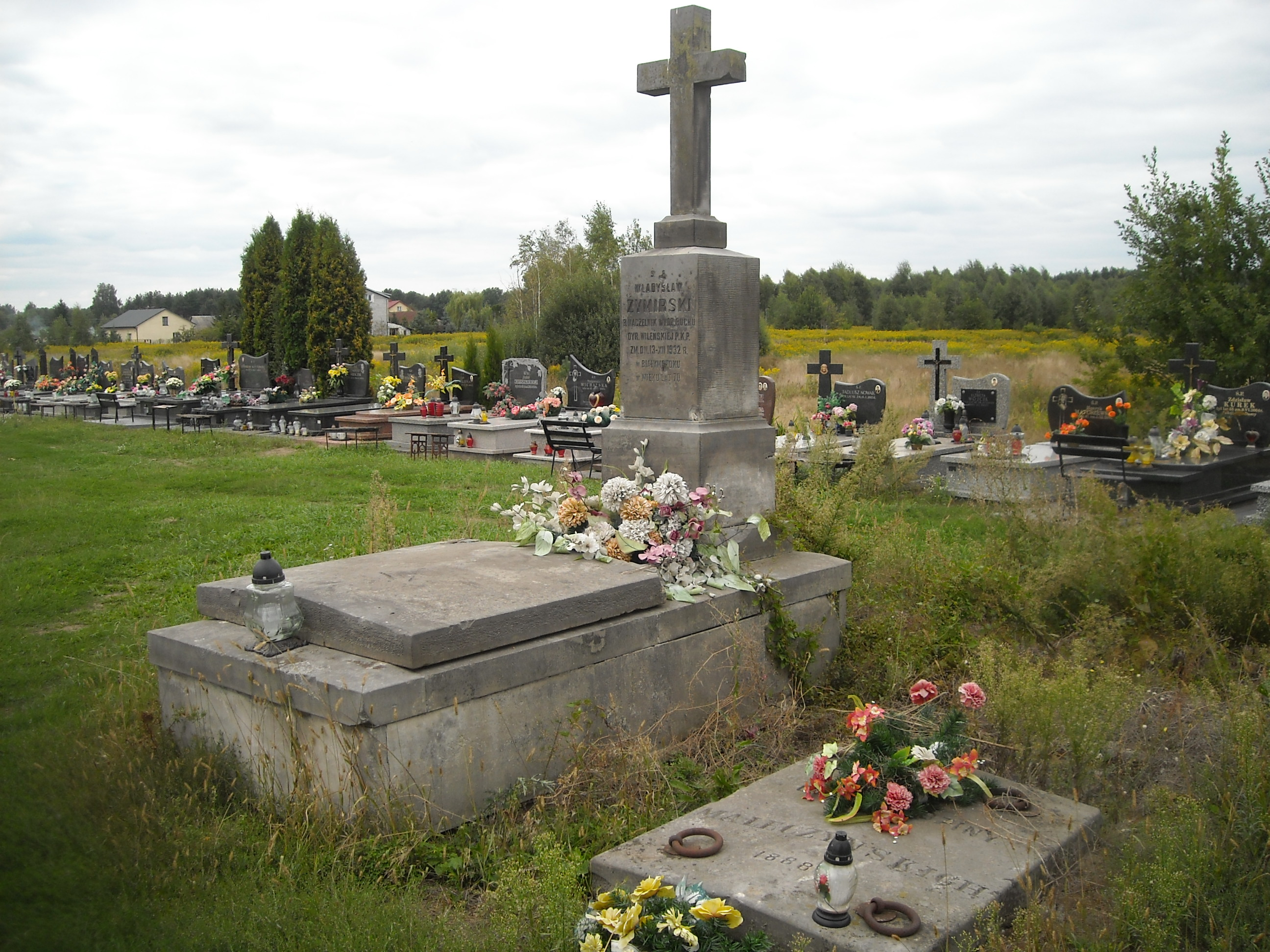
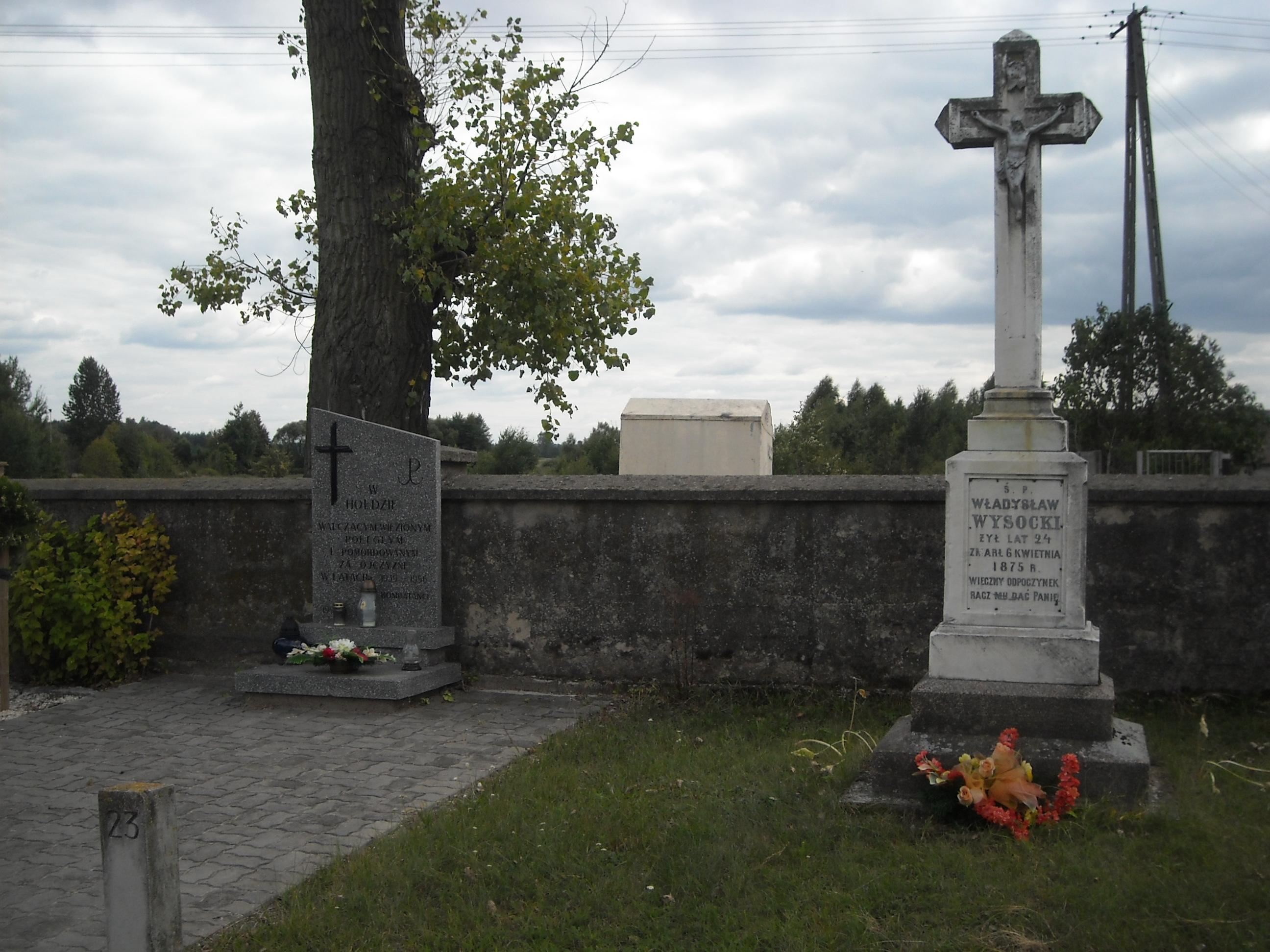